# Efekt iluzjonistyczny

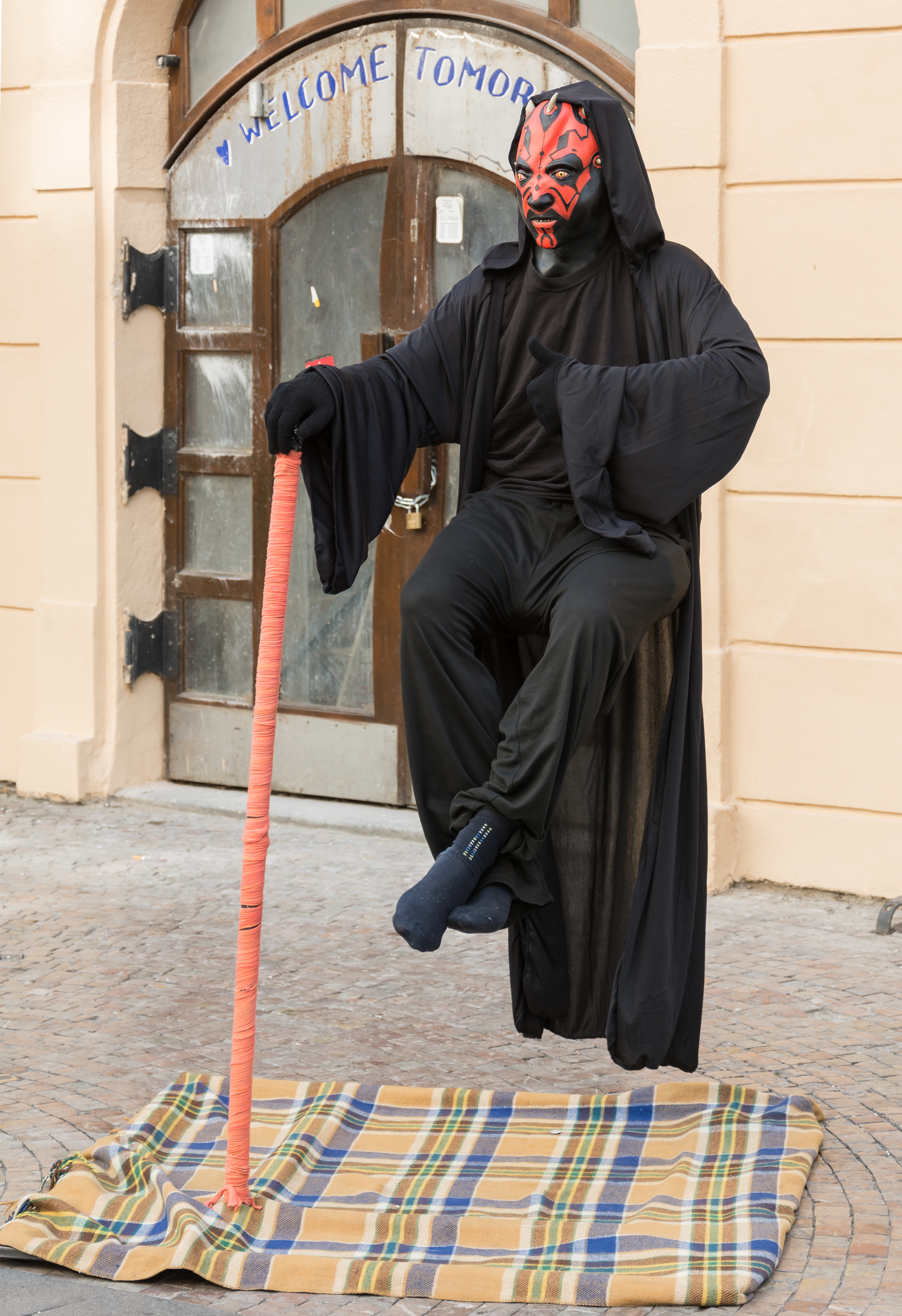
Uliczny iluzjonista w Pradze

Efekt iluzjonistyczny (potoczne iluzja, trik) – wywołanie u widza wrażenia, iż robi się rzeczy pozornie sprzeczne z prawami fizyki poprzez zastosowanie odpowiednich trików.
Efekt iluzjonistyczny, który daje wrażenie zaistnienie zjawiska parapsychicznego, np. pozorna telepatia lub jasnowidztwo, nazywa się efektem mentalnym.
W języku potocznym trik jest traktowany na równi z efektem iluzjonistycznym, jednak trikiem nazywa się sposób, w jaki efekt iluzjonistyczny jest osiągany; oznacza również podstęp, fortel z zastosowaniem szczególnej budowy rekwizytu lub zręcznej manipulacji wywołującej efekt iluzjonistyczny.
Efekty te bywają przedmiotem zainteresowania neurobiologii, jako że wykorzystują błędy poznawcze oraz złudzenie optyczne.